# Aphelandra macrosiphon
Aphelandra macrosiphon är en akantusväxtart som beskrevs av Gustav Lindau. Aphelandra macrosiphon ingår i släktet Aphelandra och familjen akantusväxter. Inga underarter finns listade i Catalogue of Life.